# Henryk Kasperczak
Henryk Wojciech Kasperczak (Zabrzeż, 10 juli 1946) is een Poolse voetbaltrainer en voormalig speler. Het laatste elftal dat hij getraind heeft was het nationale voetbalteam van Tunesië.
Als speler werd Kasperczak op het WK 1974 derde met het Pools nationale elftal, en twee jaar later behaalde hij met het Olympisch voetbalelftal van Polen een zilveren medaille op de Olympische Zomerspelen 1976 in Montreal. Daarnaast nam hij ook deel aan het WK voetbal 1978 in Argentinië.
Als manager boekte Kasperczak de meeste succes als bondscoach op de African Cup of Nations, waar hij tweede werd met Tunesië (1996), derde met Ivoorkust (1994) en vierde met Mali (2002). In september 2009 werd Kasperczak kort overwogen door de Poolse voetbalbond PZPN voor de open plek van bondscoach van de nationale ploeg van Polen.

## Spelerscarrière

### Clubcarrière
Kasperczak groeide op in het Poolse Zabrzeż, waar hij bij het lokale Stal Zabrze speelde. Op 19-jarige leeftijd tekende hij een eerste profcontract bij Stal Mielec, maar in zijn eerste seizoen als professional kwam hij niet in actie voor het eerste elftal. In 1966 maakte hij de overstap naar Legia Warschau, maar ook hier kwam hij in twee seizoenen niet tot een debuut op professioneel niveau en speelde hij enkel voor het reserveteam.
In 1968 keerde hij terug naar Stal Mielec, waar hij zijn debuut maakte in de Ekstraklasa op 9 augustus 1970 tijdens een 5-2 thuisoverwinning op Wisła Kraków. Tijdens deze wedstrijd maakte hij ook meteen zijn eerste twee doelpunten op het hoogste Poolse voetbalniveau. Tijdens Kasperczak's verblijf kende Stal Mielec zijn grootste successen uit de historie van de club. Zowel in het seizoen 1972-73 als 1975-76 werd de club Pools landskampioen, en daarnaast behaalde Kasperczak met de club de kwartfinale van de Europacup II in 1974.
In 1976 werd Kasperczak door verschillende sportmedia verkozen tot Pools Voetballer van het Jaar.
Kasperczak maakte in 1978 een transfer naar het Franse FC Metz, waar hij één seizoen in een team met onder andere Wim Suurbier speelde en een 5e plaats behaalde in de Ligue 1. In 1979 besloot Kasperczak om zijn voetbalcarrière te beëindigen.

### Interlandcarrière
Henryk Kasperczak speelde tussen 1973 en 1978 in totaal 61 wedstrijden voor het Poolse nationale elftal, waarin hij 5 doelpunten maakte. Hij debuteerde onder bondscoach Kazimierz Górski op 20 maart 1973 in een vriendschappelijke wedstrijd tegen de Verenigde Staten in Łódź. Tijdens zijn debuut maakte hij het derde Poolse doelpunt in een wedstrijd die uiteindelijk met een 4-0 werd gewonnen door Polen.
Op 17 oktober 1973 kwalificeerde het Poolse nationale team zich na 36 jaar weer voor een WK voetbal. Op het WK 1974 in West-Duitsland werd Polen de verrassing van het toernooi. In de groepsfase wist het te winnen van Argentinië en Italië, twee grote favorieten voor de eindoverwinning. In de daaropvolgende knock-out groep B werd Polen tweede achter West-Duitsland, waardoor ze de troostfinale mochten spelen tegen regerend wereldkampioen Brazilië. In de troostfinale zorgde een doelpunt van Grzegorz Lato voor een derde plaats voor Polen, wat het beste resultaat ooit is voor de nationale ploeg op een WK. Henryk Kasperczak was gedurende het volledige toernooi een belangrijke speler voor het Poolse team, en speelde alle 7 wedstrijden.
In 1976 werd Kasperczak geselecteerd voor de Poolse nationale ploeg die op het Olympisch voetbaltoernooi van 1976 aantrad in Montreal. Kasperczak was gedurende het toernooi basisspeler, en maakte deel uit van het elftal dat de finalewedstrijd met 3-1 van Oost-Duitsland verloor en uiteindelijk de zilveren medaille behaalde.
Henryk Kasperczak werd door de Poolse bondscoach Jacek Gmoch ook opgeroepen voor het WK 1978 in Argentinië. Nadat Polen als derde eindigde in de tweede ronde van de groepsfase, waar het onder andere verloor van de latere wereldkampioen Argentinië, en uitgeschakeld was, kondigde Kasperczak na deze wedstrijd aan niet langer meer voor het nationale elftal uit te komen.

## Trainerscarrière
Nadat hij zijn voetbalcarrière had beëindigd bij Metz, werd bekend dat Henryk Kasperczak zijn trainerscarrière zou starten bij diezelfde club. Met FC Metz won hij in het seizoen 1983-84 de Franse beker. Na zijn periode bij FC Metz was Kasperczak de hoofdtrainer van verschillende Franse clubs (Saint-Étienne, RC Strasbourg, Racing Club de France, HSC Montpellier en Lille OSC). In 1990 werd hij door het Franse voetbaltijdschrift France Football verkozen tot Coach van het Jaar.

### Periode in Afrika en Azië
Henryk Kasperczak was van 1993 tot 1994 bondscoach van het nationale team van Ivoorkust, waarmee hij in 1994 derde werd op de Afrika Cup of Nations in Tunesië. Na dit toernooi werd hij bondscoach van het Tunesische nationale team, waarmee hij twee jaar later verliezend finalist werd op de African Cup of Nations in Zuid-Afrika en tevens deelnam aan de Olympische Spelen in Atlanta in 1996. In 1998 eindigde Tunisië onder leiding van Kasperczak in de kwartfinale van de Africa Cup of Nations, en wist het zich daarmee voor het eerst in 20 jaar te kwalificeren voor het WK voetbal 1998 in Frankrijk. In Frankrijk werd Kasperczak na twee nederlagen tegen Engeland (0-2) en Colombia (0-1) tijdens het eindtoernooi ontslagen. In de laatste wedstrijd, die gelijk werd gespeeld met 1-1 tegen Roemenië, werd Tunesië tijdelijk geleid door Kasperczak's assistent Ali Selmi.
Na zijn periode in Tunesië coachte hij kortstondig SC Bastia in Frankrijk, gevolgd door Al Wasl Club in de Emiraten in het seizoen 1999-00, het nationale team van Marokko in 2000, Guangzhou City FC in China in 2000-01 en het nationale team van Mali in 2001-02. Onder zijn leiding behaalde Mali, dat gastheer was, op de Afrika Cup of Nations van 2002 een vierde plaats.

### Wisła Krakau
Henryk Kasperczak werd in 2002 coach van Wisła Kraków, en maakte zijn debuut op de coachbank op 20 maart 2002 in een wedstrijd tegen GKS Katowice. In het seizoen 2001-02 werd hij met de club vice-kampioen in zowel de Poolse competitie als de Poolse beker. In het seizoen 2002-03 won hij het Pools kampioenschap en de Poolse beker wél met de club, en bereikte daarnaas de achtste finale van de UEFA Cup. Na dat seizoen werd hij in Polen verkozen tot Trainer van het Jaar. In het seizoen 2003-04 verdedigde Wisła Kraków onder zijn leiding succesvol het Poolse kampioenschap
Hoewel Krakau de ranglijst aanvoerde met een aanzienlijke voorsprong in de herfst van het seizoen 2004-05 werd Kasperczak ontslagen vanwege onderlinge verschillen met de clubleiding.

### Verdere trainerscarrière
Op 26 juni 2006 werd hij bondscoach van de nationale ploeg van Senegal, waar hij twee jaar aan het roer stond en ontslagen werd op de Afrika Cup of Nations 2008 in Ghana na slechte resultaten in de groepswedstrijden.
Op 16 september 2008 werd hij coach van Górnik Zabrze, die hij voor een seizoen leidde en waarmee hij degradeerde uit de Ekstraklasa aan het einde van het seizoen 2008-09. Na een jaar zonder club of land werd op 15 maart 2010 bekend dat hij (tijdelijk) opnieuw hoofdtrainer van Wisła Krakau werd. Hij leidde de club in het seizoen 2009-10 naar een tweede plaats in de Poolse competitie, maar op 6 augustus 2010 nam hij ontslag nadat hij verantwoordelijk werd gehouden voor de nederlaag van Wisła Krakau tegen Karabakh Agdam uit Azerbeidzjan in de derde kwalificatieronde van de Europa League.
Henryk Kasperczak was coach van de Griekse eerste divisie club AO Kawala van november 2010 tot maart 2011.
Vanaf eind december 2013 werd Kasperczak voor een tweede keer aangesteld als bondscoach van het nationale elftal van Mali, waarmee hij zich kwalificeerde voor de Afrika Cup of Nations 2015 in Equatoriaal Guinea. Hij werd op 8 maart 2015 ontslagen uit deze positie.
Op 13 juli 2015 werd hij voor de tweede keer manager van de Tunesische nationale ploeg, een positie waaruit hij op 8 april 2017 werd ontslagen. Sindsdien heeft Kasperczak geen club of land meer getraind.

## Behaalde resultaten

### Als speler
Stal Mielec
- Ekstraklasa: 1972–73, 1975–76
- UEFA Intertoto Cup: 1971

#### Pools elftal
- WK 1974: Derde plaats
- Olympische Spelen 1976: Zilveren medaille

### Als trainer
FC Metz
- Coupe de France: 1983–84

RC Strasbourg
- Ligue 2: 1987–88

RC Paris
- Coupe de France: runner-up 1989–90

Ivory Coast
- African Cup of Nations: Derde plaats 1994

Tunisia
- African Cup of Nations: Runner-up 1996

Mali
- African Cup of Nations: Vierde plaats 2002

Wisła Kraków
- Ekstraklasa: 2002–03, 2003–04, 2004–05
- Poolse beker: 2001–02, 2002–03